# Gran Premio Montelupo 1969
Il Gran Premio Montelupo 1969, quinta edizione della corsa, si svolse il 13 maggio 1969 su un percorso di 180 km. La vittoria fu appannaggio dell'italiano Franco Bitossi, che completò il percorso in 4h26'40", precedendo i connazionali Davide Boifava e Roberto Ballini.
Sul traguardo di Montelupo Fiorentino 24 ciclisti portarono a termine la competizione. 

## Ordine d'arrivo (Top 10)
| Pos. | Corridore        | Squadra        | Tempo    |
| ---- | ---------------- | -------------- | -------- |
| 1    | Franco Bitossi   | Filotex        | 4h26'40" |
| 2    | Davide Boifava   | Molteni        | s.t.     |
| 3    | Roberto Ballini  | G.B.C.         | s.t.     |
| 4    | Ivan Pierozzi    | Germanvox-Wega | s.t.     |
| 5    | Romano Tumellero | Ferretti       | a 42"    |
| 6    | Benito Pigato    | Gris 2000      | a 2'08"  |
| 7    | Luigi Sgarbozza  | Max Meyer      | s.t.     |
| 8    | Alfio Poli       | Filotex        | s.t.     |
| 9    | Giuseppe Milioli | Germanvox-Wega | s.t.     |
| 10   | Giannino Bianco  | Molteni        | s.t.     |